# Antropocentrizem
Antropocentrízem (grško άνθρωπος: anthropos - človek, človeško bitje + κέντρον: kentron - središče) je nazor, katerega glavna zamisel je človekova nadrejenost naravi. Antropocentristi verjamejo, da človek ni enakovreden del narave, temveč, da je njegovo mesto višje v lestvici - kot gospodar živalstva, rastlinstva in Zemlje nasploh. Antropocentrizem se je uveljavil zlasti v krščanstvu, islamu in judovstvu, ker Stara Zaveza opisuje, da je judovski bog Jahve ustvaril človeka kot gospodarja vsem ostalim bitjem.
Zaenkrat, zaradi slabe prisotnosti človeške vrste drugod, kot na enem planetu, se antropocentristi še ne smatrajo za gospodarje Osončja, oziroma gospodarje Vesolja. Namišljeno srečanje z nadrejeno inteligenco bi antropocentristične nazore omajalo, srečanje s podrejeno vrsto pa okrepilo.
Antropocentristično razmišljanje ima globoke korenine v vsakdanjem obnašanju ljudi. Odmetavanje smeti, kruto ravnanje z živalmi in druga dejanja proti naravi, so upravičena iz antropocentrističnega stališča, saj nadrejenost nedoločno vsebuje podrejene subjekte, katerih dolžnost bi morala biti skrb za našo blagostanje, medtem ko mi živimo potrošniško življenje.